# 双花耳草
双花耳草（学名：Hedyotis biflora）为茜草科耳草属下的一个种。种加词 biflora 意为“二花的”。